# V-01
V-01 je kandidat za vakcinu protiv kovida 19 koju je razvila kineska podružnica kompanije Livzon Pharmaceutical Group Inc.

## Opšte informacije
Kineski regulatorna agencija za medicinske proizvode odobrio je marta 2021.godine klinička ispitivanja kandidata za vakcinu protiv kovida 19 koju je razvila podružnica kineske kompanije Livzon Pharmaceutical Group Inc.
Potencijalna vakcina je tako postala jedna od više od deset kandidata koje su kineski naučnici počeli da testiranje na ljudima, od kojih su četiri do marta 2021. odobrena za širu javnu upotrebu, a jedna za ograničenu upotrebu u hitnim slučajevima.
Injekcija na bazi proteina, nazvana V-01, mogla bi se transportovati i čuvati na normalnim temperaturama u frižideru od 2-8 stepeni Celzijusa.
Do kraja februara 2021. godine, Livzon je uložio 67 miliona juana (10,3 miliona dolara) u istraživanje i razvoj kandidata, koji zajednički razvijaju njegova podružnica sa sedištem u južnom kineskom gradu Džuhaj i Institut za biofiziku Kineske akademije nauka.
Odvojeno, CanSino Biologics Inc, čija je vakcina zasnovana na injekcijama korišćenim u Kini i osigurala je ugovore o snabdevanju sa zemljama uključujući Pakistan i Meksiko.
Naknadno je marta 20021. godine  kompanija je dobila odobrenje od kineske Nacionalne administracije za medicinske proizvode da sprovede testiranje na ljudima  kandidate za vakcinu protiv kovida 19. koja bi mogla da se  primeni inhalacijom.

## Spoljašnje veze
|  | Molimo Vas, obratite pažnju na važno upozorenje u vezi sa temama iz oblasti medicine (zdravlja). |